# Sigvard Ericsson
Johan Sigvard Ericsson, detto Sigge (Alanäs, 17 luglio 1930 – Östersund, 2 novembre 2019), è stato un pattinatore di velocità su ghiaccio svedese.

## Palmarès

### Olimpiadi invernali
- Oro a Cortina d'Ampezzo 1956 nei 10 000 metri.
- Argento a Cortina d'Ampezzo 1956 nei 5 000 metri.

### Mondiali - Completi
- Oro a Mosca 1955.

### Europei - Completi
- Oro a Falun 1955.
- Bronzo a Davos 1954.
- Bronzo a Helsinki 1956.